# Sekirišče
Sekirišče je naselje v Občini Velike Lašče.